# Campeonato Mundial de Piragüismo de Estilo Libre de 2015
El V Campeonato Mundial de Piragüismo de Estilo Libre se celebró en el Río Ottawa (Canadá) en 2015 bajo la organización de la Federación Internacional de Piragüismo (ICF).

## Resultados

### Masculino
| Evento | Oro                         | Plata                        | Bronce                      |
| ------ | --------------------------- | ---------------------------- | --------------------------- |
| C1     | Dane Jackson Estados Unidos | Matheiu Dumoulin Francia     | Nick Troutman · Canadá      |
| K1     | Dane Jackson Estados Unidos | Seth Chapelle Estados Unidos | Zachery Zwanenburg · Canadá |

### Femenino
| Evento | Oro                          | Plata               | Bronce                    |
| ------ | ---------------------------- | ------------------- | ------------------------- |
| K1     | Emily Jackson Estados Unidos | Hitomi Takatu Japón | Claire O'Hara Reino Unido |

## Medallero
| Núm. | País           | Oro | Plata | Bronce | Total |
| ---- | -------------- | --- | ----- | ------ | ----- |
| 1    | Estados Unidos | 3   | 1     | 0      | 4     |
| 2    | Francia        | 0   | 1     | 0      | 1     |
| 2    | Japón          | 0   | 1     | 0      | 1     |
| 4    | Canadá         | 0   | 0     | 2      | 2     |
| 5    | Reino Unido    | 0   | 0     | 1      | 1     |
|      | TOTAL          | 3   | 3     | 3      | 9     |